# Gagelfamilie
De gagelfamilie (Myricaceae) is een familie van bomen en heesters. De familie komt wereldwijd voor, behalve in Australië. In Nederland en België komt de struweel vormende wilde gagel (Myrica gale) en de wasgagel (Myrica pensylvanica) als verwilderde soort voor. De familie telt wereldwijd 50 à 60 soorten in 2-4 geslachten:
- Canacomyrica
- Comptonia
- Myrica (Gagel)

In het Cronquist-systeem (1981) werd de familie in de orde Myricales geplaatst. In het APG II-systeem (2003) is ze geplaatst in de Fagales.

## Beschreven soorten
De volgende soorten worden in detail behandeld:
- Myrica faya
- Myrica gale (Wilde gagel)
- Myrica pensylvanica (Wasgagel)
- Myrica rubra (Yang mei)